# الفضاء والنجاة
يُشير عنوان الفضاء والنجاة إلى فكرة أن بقاء [الجنس البشري] والحضارة على المدى الطويل يتطلبان الاستخدام السليم لموارد الفضاء الخارجي  والحاجة إلى استعمار الفضاء و[علوم الفضاء]. يفترض المفهوم أن التقاعس قد يؤدي إلى انقراض [الإنسان]. الملاحظة ذات الصلة هي أن الوقت والموارد المحدودين قد يكونان متاحين لاستعمار الفضاء.  نوقشت سيناريوهات مختلفة لبقاء الإنسان في العلوم والثقافة الشعبية، لا سيما الآفاق الإنسانية بعد الأحداث الكارثية في النظام الشمسي والعوامل التي يمكن أن تساعد أو تعيق البقاء على قيد الحياة.ظهور أقرب صلة بين [استكشاف الفضاء]، والبقاء على قيد الحياة البشرية في مقالة لويس ج. هالي في عام (1980) في الشؤون الخارجية، والتي ذكر فيها أن استعمار الفضاء سيحافظ على سلامة الإنسان في حالة حدوث [حرب نووية] عالمية. نالت هذه الفكرة مزيد من الاهتمام في السنوات الأخيرة لأن التكنولوجيا المتقدمة  تجعل السفر إلى الفضاء الرخيص الثمن أمرا أكثر جدوى.

## خطر على الإنسانية
مع الفضاء وبقاء الإنسان يأتي خطر على الأنواع البشرية. حدث شديد في المستقبل هو أحد العوامل التي يمكن أن تسبب الانقراض البشري الذي يعرف أيضا بأنه خطر وجودي. يشير سجل الإنسانية الطويل من الأخطار الطبيعية الباقية إلى أن الخطر الوجودي الذي تشكله هذه الأخطار ضئيل إلى حد ما، قياسا على مقياس زمني لعدة قرون. مع ذلك، فقد عانى الباحثون من عقبة في دراسة الانقراض البشري لأن البشرية لم تتناقص أبدا في كل التاريخ المسجل. على الرغم من أن هذا لا يعني أنه لن يكون في المستقبل مع سيناريوهات الوجودية الطبيعية مثل: تأثير النيزك والبراكين على نطاق واسع، والأحداث الهجينة البشرية المنشأ الطبيعية مثل الاحترار العالمي والتغير المناخي الكارثي، أو حتى الحرب النووية العالمية.

## البقاء على قيد الحياة والذكاء
كثير من نفس المخاطر الوجودية التي تتعرض لها البشرية من شأنه أن يدمر أجزاء أو كل الغلاف الحيوي للأرض أيضا. على الرغم من تكهنات كثيرة حول الحياة والاستخبارات الموجودة في أجزاء أخرى من الفضاء، الأرض هي المكان الوحيد في الكون المعروف بإمكانية الحياة فيه.في نهاية المطاف سوف تكون الأرض غير صالحة للسكن، كأقصى مدة عندما تصبح الشمس عملاقا أحمر في حوالي 5 مليارات سنة.على البشرية، أو أحفادها الأذكياء، أن يغادروا النظام الشمسي لضمان بقاء الجنس البشري.

## استعمار الفضاء
يمكن منع انقراض الإنسانية عن طريق تحسين الحاجز المادي أو زيادة المسافة المتوسطة بين الناس وحدث الانقراض المحتمل. على سبيل المثال، يتم التحكم في الأوبئة عن طريق وضع الناس المعرضين في الحجز الصحي وإجلاء الأشخاص الأصحاء بعيدا.  انخفضت النسب البشرية من جنس هومو من عدة أنواع مشتركة على الأرض إلى واحد فقط - جميع الأجناس الأخرى انقرضت قبل نهاية العصر الجليدي الأخير. يوضح ذلك أن الإنسان العاقل ليس محصنا ضد كارثة الكوكب، وأن بقاء الإنسان يمكن ضمانه بشكل أفضل من خلال استعمار الفضاء.على الرغم من أن مستعمرات الفضاء لم تكن موجودة حتى الآن، فإن البشر يتمتعون بوجود مستمر منذ عام 2000 بسبب محطة الفضاء الدولية. أنظمة دعم الحياة التي تمكن الناس من العيش في الفضاء قد تسمح لهم أيضا بالبقاء على قيد الحياة وينجون من الأحداث المميتة.

### مضاعفة المناطق
توسيع منطقة المعيشة للأنواع البشرية يزيد من متوسط المسافة بين البشر وأي حدث خطير معروف.من المرجح أن يقتل أو يصاب الأشخاص الأقرب إلى الحدث؛ والناس الأبعد من هذا الحدث هم الأكثر احتمالا للبقاء على قيد الحياة. كما أن زيادة عدد الأماكن التي يعيش فيها البشر يساعد أيضا على منع الانقراض. على سبيل المثال، إذا حدث تأثير كبير على الأرض دون سابق إنذار، يمكن أن تنقرض الأنواع البشرية وسيتم فقدان الفن والثقافة والتكنولوجيا. مع ذلك، إذا كان البشر قد استعمروا سابقا مواقع خارج الأرض، فإن فرص بقاء وتعافي الأنواع ستكون أكبر.

### مرحلة حرجة
هناك قلق من أن الإنسان قد يفقد مجتمعاته المنظمة أو معارفه التكنولوجية أو يستنزف الموارد أو حتى ينقرض قبل أن يستعمر الفضاء. كتب الكاتب سيلفيا انغدال عن «المرحلة الحرجة»، وهي فترة من الزمن عندما تتطور الحضارة على حد سواء التكنولوجيا للتوسع في الفضاء والتكنولوجيا لتدمير نفسها.قال إنغداهل  أن الحضارة الإنسانية  في مرحلة حرجة، غير أن تمويل استكشاف الفضاء واستعماره ضئيل بالمقارنة بتمويل أسلحة الدمار الشامل والقوات العسكرية.  نوقشت أفكار مماثلة من حيث شروط  (فيرمي) المناقضة والمرشح العظيم.

## المعدات

### البدلات الفضائية

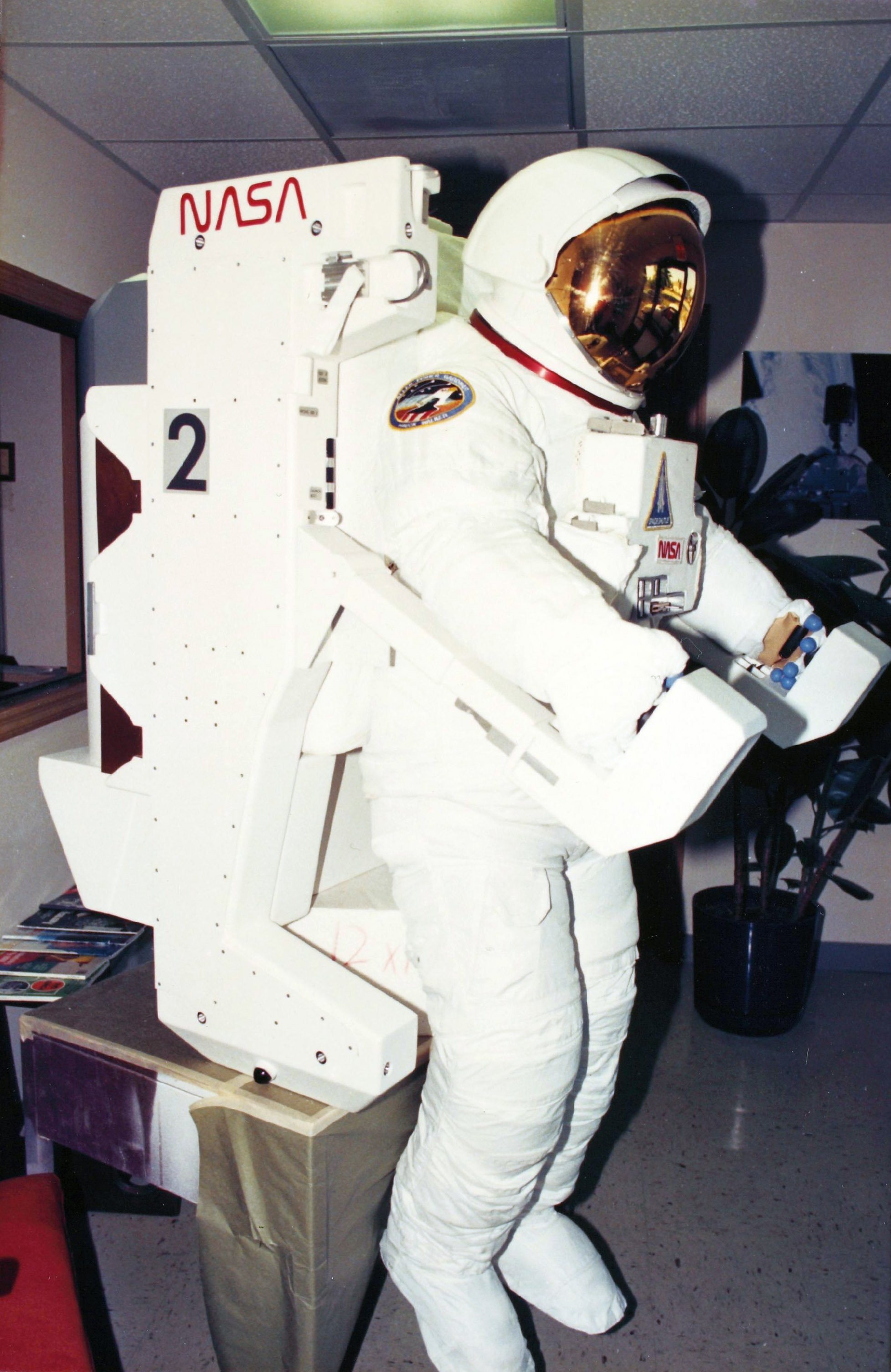
بدلة الفضاء في متحف سان دييغو للطيران والفضاء.

بدلات الفضاء مطلوبة لرواد الفضاء من أجل النجاة في الفضاء؛ فهي أهم قطعة من المعدات مع العديد من الميزات للمساعدة في حمايتهم من مخاطر الفضاء. نظرا لكون الفضاء فراغا، فإن البذلات يجب أن يكون لها أكسجين، ويتم تخزينها في خزانات تسمح لرواد الفضاء بالعمل أو البقاء خارجا لمدة تتراوح بين 6 و 8.5 ساعة قبل الاضطرار إلى العودة إلى المركبة الفضائية. كما أن المياه مطلوبة للبقاء على قيد الحياة في الفضاء، كما أن البدلات الفضائية لديها أكياس إمداد بالمياه بحجمين، 21 أو 32 أوقية سوائل أمريكية (620 أو 950 مل)، لذلك لا يعاني رواد الفضاء من الجفاف عندما يكونون خارج المركبة الفضائية. البدلات مصنوعة من عدة طبقات من المواد؛ داخل هذه الطبقات هناك أنابيب في جميع أجزائها التي يتم ملؤها بالماء المبرد للمساعدة في تبريد البدلة. يتم عزل البدلة أيضا حتى لا يصبح رائد الفضاء باردا جدا؛ فإن حرارة جسم رائد الفضاء هي ما تجعله دافئا. تحمي الطبقات العديدة رائد الفضاء من غبار الفضاء، الذي يمكن أن يسير بسرعة أكبر من الرصاصة. يتم تصنيع الأقنعة على خوذ البدلات ببطانة من الذهب خاصة حتى تحمي عيون رائد الفضاء من أشعة الشمس.

## علم الفضاء
رصد الفضاء ودراسته يحمي الأرض، حيث يمكن رؤية مخاطر الفضاء مسبقا، وإذا ما اكتشفت في وقت مبكر بما فيه الكفاية، يتم التصرف ضدها.

### الأجسام الفضائية القريبة من الأرض
الأجسام القريبة من الأرض (إن إ أو) هي الكويكبات والمذنبات والنيازك الكبيرة التي تقترب أو تتصادم مع الأرض. (حماة الفضاء) هو الاسم الجماعي لبعض الجهود لاكتشاف ودراسة الأجسام القريبة من الأرض، على الرغم من أن هذه الجهود ليست ممولة بما فيه الكفاية.

## اعتراضات
يمكن أن تحدث العديد من المشاكل عند السفر في الفضاء الخارجي. واحدة من أكبر القضايا التي قد تؤثر على جسم الإنسان هي الإشعاع بين النجوم. في حين أن المجال المغناطيسي للأرض والغلاف الجوي للأرض يحمي جميع أشكال الحياة في هذا الكوكب، وهذا لا يمكن أن يقال عن الفضاء الخارجي. وفقا لباحثين من مركز جامعة روتشستر الطبي، فإن الإشعاع المكافئ لبعثة إلى المريخ يمكن أن يسبب أضرارا خطيرة في الدماغ مثل مشاكل الإدراك ومرض الزهايمر.

## في الخيال
الفضاء كمساعد للإبقاء على الحياة البشرية هو موضوع رئيسي في الخيال العلمي. ومن الأمثلة على ذلك:
في فيلم عام 1972 (الصمت الراكض)، تحتوي مجموعة من المحطات الفضائية التي تدور حول زحل على بقايا النظام البيئي للأرض، بعد تدمير الأرض بسبب التلوث.
في قصة آرثر ك. كلارك القصير «إذا نسيتك، يا أرض»، والبشر على قيد الحياة على سطح القمر بعد أن أصبحت الأرض غير صالحة للسكن بسبب حرب نووية.
في البوابة التي كتبها فريدريك بوهل، أولئك الذين لديهم المال لمغادرة الأرض وينجون من الموت يمكن أن تواجههم عقبة على المركبة الفضائية التي من شأنها إما جعلهم أغنياء للغاية أو يودي بهم إلى موتهم.
في عام 2005 جون سكالزي في رواية (الحرب- الرجل العجوز)، الأرض نفسها في حالة تأخر وقوات الدفاع الاستعمارية يجب أن يقاتل من أجل الكواكب الصالحة للحياة على سطحها.
في رواية جاك فانس (الأرض التي تموت)، الأرض في المستقبل البعيد تحت الشمس الحمراء العملاقة التي هي على وشك الخروج إلى الأبد.
 فيلم «بين النجوم» لعام 2014، وهو بطولة ماثيو ماكونهي وآن هاثاواي، فيتبعان المؤامرة التي تؤدي فيها آفة المحاصيل العالمية والثانية (الغبار) إلى جعل الكوكب غير صالح للسكن ببطء. يعمل البروفيسور براند (مايكل كين)، وهو عالم فيزياء ناسا باهر، على خطط لإنقاذ البشرية عن طريق نقل سكان الأرض إلى منزل جديد عبر ثقب.
«سمفونية الفضاء الخارجي» - أغنية ثلاثة أجزاء من فرقة الروك البريطانية ميوس. الأغنية تتبع رحلة البشرية وتفاصيل الصعوبات والإجراءات التي تواجه نهاية الأرض. الجزء الأول (الافتتاح) هو «القبول الخفي بأن الحضارة ستنتهي» وفقا لرجل ماثيو بيلامي.يذكر أيضا أن الجزء 2 (التطعيم المشترك) هو «أمل يائس في أن يرسل رواد الفضاء للعثور على الكواكب الأخرى وتعبئتها بنجاح إلى جانب الاعتراف بأن هذا هو الأمل الأخير». الجزء الثالث (الاسترداد) يختتم الأغنية وألبومها المصدر، «المقاومة» (2009). الجزء الأخير هو اعتراف رواد الفضاء بأن انقراض الأرض هو دورة مستمرة، وأنه يجب على البشرية أن تغير طرقها من أجل إنقاذ نفسها.

## روابط خارجية
- Essays and Manifestos about the Colonization of Space على مشروع الدليل المفتوح